# Cercosporiose
Le nom « cercosporiose » ou « cercosporose » désigne de nombreuses maladies fongiques foliaires dont l'agent responsable a été classé dans le genre imparfait Cercospora. Plusieurs de ces espèces pathogènes ont ensuite été reclassées dans le genre Mycosphaerella.

## Principales formes de cercosporioses
Selon EPPO Plant Protection Thesaurus (OEPP) :
- cercosporiose de la betterave (Cercospora beticola),
- cercosporiose de la canne à sucre (Cercospora longipes),
- cercosporiose de la patate douce (Phaeoisariopsis bataticola),
- cercosporiose de la pomme de terre (Mycovellosiella concors),
- cercosporiose de l'arachide (Mycosphaerella arachidis),
- cercosporiose de l'asperge (Cercospora asparagi),
- cercosporiose de l'olivier (Pseudocercospora cladosporioides),
- cercosporiose des agrumes (Pseudocercospora angolensis),
- cercosporiose des aiguilles du pin (Mycosphaerella gibsonii),
- cercosporiose des conifères (Asperisporium sequoiae),
- cercosporiose noire du bananier ou cercosporiose du bananier (Mycosphaerella fijiensis),
- cercosporiose du bananier (Cercospora hayi),
- cercosporiose jaune du bananier ou cercosporiose du bananier (Mycosphaerella musicola),
- cercosporiose du céleri (Cercospora apii),
- cercosporiose du coton (Mycosphaerella gossypina),
- cercosporiose du figuier (Mycosphaerella bolleana),
- cercosporiose du gombo (Pseudocercospora abelmoschi),
- cercosporiose du haricot (Cercospora canescens),
- cercosporiose du haricot (Mycosphaerella cruenta),
- cercosporiose du maïs (Cercospora zeae-maydis et Cercospora zeina),
- cercosporiose du manioc (Phaeoramularia manihotis),
- cercosporiose du melon (Corynespora cassiicola),
- cercosporiose du myrte (Pseudocercospora myrticola),
- cercosporiose du pacanier (Mycosphaerella caryigena),
- cercosporiose du persil (Passalora puncta),
- cercosporiose du poivron (Cercospora capsici),
- cercosporiose du riz (Sphaerulina oryzina),
- cercosporiose du rosier (Mycosphaerella rosicola),
- cercosporiose grise du soja ou œil de grenouille du soja (Cercospora sojina),
- cercosporiose du sorgho (Cercospora sorghi),
- cercosporiose du tabac (Cercospora nicotianae),
- cercosporiose du théier (Pseudocercospora theae).